# Santiago (spanskt fartyg)
Santiago (även Sancto Jacobo) var ett spanskt expeditionsfartyg som användes under den första världsomseglingen åren 1519 till 1522. "Santiago" förliste under utforskningen av ett förmodad sund till Stilla havet 1520.

## Fartyget
"Santiago" var ett tremastad segelfartyg av skeppstypen karavell i klassen Nao. Skeppet hade ett tonnage på cirka 75 ton och kostade 187 000 maravedis. Ytskiktet var som på de övriga fartygen helt täckt med tjära. Besättningen var på cirka 32 man.

## Världsomseglingen
Den 10 augusti 1519 lämnade en expedition om 5 fartyg (döpt till Armada de las Moluccas) under befäl av Fernão de Magalhães hamnen i Sevilla. Förutom "Santiago" under befäl av kapten Juan Serrano ingick även
- Trinidad
- San Antonio
- Concepción,
- Victoria

i konvojen där "Santiago" var det minsta fartyget.
Den 31 mars 1520 anlände fartygen till Puerto San Julián (i Santa Cruzprovinsen), här upptäcktes senare ett sund och man hoppades på att ha hittat en passage till Stilla havet. Magellan uppdragade "Santiago" att utforska sundet.  Under färden utbröt en storm och fartyget förliste den 22 maj. Alla besättningsmän kunde dock räddas.  Sundet var floden Río Santa Cruz som sträcker sig cirka 385 km upp till Lago Argentino.

## Eftermäle
1985 upptäcktes vraket vid floden Río Santa Cruz av den argentinske dykaren Daniel E Guillén.